# Teoria ingênua dos conjuntos
Na matemática abstrata, a teoria ingênua (português brasileiro) ou ingénua (português europeu) dos conjuntos foi o primeiro desenvolvimento da teoria dos conjuntos, que foi mais tarde remodelada cuidadosamente como a teoria axiomática dos conjuntos. A teoria ingênua dos conjuntos se distingue da teoria axiomática dos conjuntos pelo fato de que a primeira conta com a compreensão informal dos conjuntos como coleções de objetos, chamado de elementos ou membros do conjunto, enquanto a última usa somente fatos sobre conjuntos e seus membros demonstráveis a partir de listas definidas de axiomas (derivado do nosso entendimento a respeito de coleções de objetos e dos seus membros, mas escritos com cuidado para vários propósitos, incluindo, mas não limitados a evitar os conhecidos paradoxos). Os conjuntos são de grande importância na matemática; de fato, em tratamentos formais modernos, a maioria dos objetos matemáticos (números, relações, funções, etc) são definidos em termos de conjuntos.

## Introdução

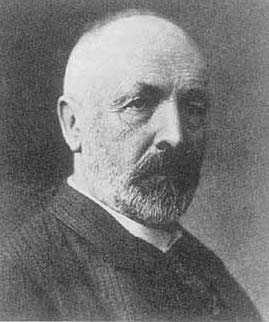
Georg Cantor.

A teoria ingênua dos conjuntos foi criada no final do século XIX por Georg Cantor para permitir que matemáticos trabalhassem de forma consistente com conjuntos infinitos.
Como se verificou, a suposição de que se poderiam realizar operações quaisquer sobre conjuntos levou a paradoxos tais como o paradoxo de Russell. Em resposta, a teoria axiomática dos conjuntos foi desenvolvida para determinar precisamente quais operações seriam permitidas. Hoje, quando os matemáticos falam sobre "teoria dos conjuntos" como uma área, geralmente querem dizer teoria axiomática dos conjuntos. As aplicações informais da teoria do conjunto em outras áreas são referidas algumas vezes como aplicações da "teoria ingênua dos conjuntos", mas são geralmente entendidas como justificáveis em termo de um sistema axiomático (normalmente a teoria de conjuntos de Zermelo-Fraenkel).
É importante observar que alguns acreditam que a teoria dos conjuntos de Georg Cantor não esteve realmente implicada nos paradoxos (este é um assunto que continuará em discussão). Cantor estava ciente de alguns paradoxos e não parecia acreditar que eles tirariam o crédito de sua teoria. Frege axiomatizou explicitamente uma teoria na qual a versão formalizada da teoria ingênua dos conjuntos pode ser interpretada, e é sobre uma teoria formal que Bertrand Russell se dirigiu realmente quando apresentou o paradoxo de Russell.
É útil estudar conjuntos de forma ingênua de modo a desenvolver a facilidade para trabalhar com eles. Além disso, uma compreensão clara dos conceitos de teoria dos conjuntos do ponto de vista ingênuo é importante como um primeiro estágio de entendimento para os axiomas formais da teoria dos conjuntos.
Este artigo trata da teoria ingênua. Os conjuntos são definidos informalmente e algumas de suas propriedades são investigadas.
O termo "teoria ingênua dos conjuntos" nem sempre se refere à teoria inconsistente de Frege. Pode se referir à teoria usual dos conjuntos apresentada informalmente, como no caso do conhecido livro de Halmos Teoria Ingênua dos Conjuntos, o qual consiste realmente numa apresentação informal da teoria axiomática dos conjuntos de Zermelo-Fraenkel.

## Conjuntos, pertinência e igualdade
Na teoria ingênua dos conjuntos, um conjunto é descrito como uma coleção bem definida de objetos. Estes objetos são chamados de elementos ou membros do conjunto. Objetos podem ser qualquer coisa: números, povos, outros conjuntos, etc. Por exemplo, 4 é um membro do conjunto de todos os inteiros pares. Claramente, o conjunto de números pares é infinitamente grande; não há qualquer exigência de que um conjunto seja finito.
Se x é um membro de A, então se diz também que x pertence a A, ou que x está em A. Em tal caso, escrevemos x {\displaystyle \in } A. (O símbolo "{\displaystyle \in }" é uma derivação do épsilon do alfabeto grego, "ε", introduzido por Peano em 1888). O símbolo {\displaystyle \notin } é usado para escrever x {\displaystyle \notin } A, para dizer que "x  não está em A" ou que "x não pertence a A".
Dois conjuntos A e B são definidos como iguais quando eles têm exatamente os mesmos elementos, isto é, se cada elemento de A for um elemento de B e cada elemento de B for um elemento de A. (Ver axioma da extensionalidade). Desta forma, um conjunto é completamente determinado por seus elementos; sua descrição não é importante. Por exemplo, o conjunto com elementos 2, 3 e 5 é igual ao conjunto de todos os números primos menores do que 6. Se os conjuntos A e B são iguais, este fato é denotado simbolicamente como A = B (como de costume).
Há também um conjunto vazio, geralmente denotado por {\displaystyle \varnothing } e às vezes por {\displaystyle \{\}}: um conjunto sem quaisquer membros. Uma vez que um conjunto é determinado completamente por seus elementos, só haver um conjunto vazio. (Ver axioma do conjunto vazio.)

## Especificando conjuntos
A maneira mais simples de descrever um conjunto é listando seus elementos entre chaves (Conhecidas como definindo um conjunto extensionalmente). Dessa maneira, {1,2} denota um conjunto cujos únicos elementos são 1 e 2. (Ver axioma dos pares). Anotar os seguintes pontos:
- A ordem dos elementos não importa; por exemplo, {1,2} = {2,1}.
- A repetição (multiplicidade) dos elementos é irrelevante; por exemplo, {1,2,2} = {1,1,1,2} = {1,2}

(Estas são conseqüências da definição de igualdade na seção anterior.)
Pode-se abusar informalmente desta notação ao se escrever algo como {cães} para indicar o conjunto de todos os cães, mas este exemplo seria usado normalmente lido por matemáticos como "o conjunto que contém o único elemento".
Um exemplo extremo (mas correto) desta notação é {}, o qual denota o conjunto vazio.
Podemos ainda usar a notação { x : P(x)}, ou { x | P(x)} ou, ainda, { x / P(x)} (diz-se, nos três casos, "x tal que P(x)" ), para denotar o conjunto contendo todos os objetos para os quais vale a condição P (conhecido como definindo um conjunto intencionalmente). Por exemplo, {x : x é um número real} denota o conjunto dos números reais, {x : x tem cabelo loiro} denota o conjunto de todas as coisas com cabelos loiros, e {x : x é um cão} denota o conjunto de todos os cães.
Esta notação é chamada notação de construção de conjuntos por compreensão. Algumas variantes da compreensão são:
- {x {\displaystyle \in } A : P(x)} denota o conjunto de todo x que já são membros de A tais que a condição P vale para x. por exemplo, se {\displaystyle \mathbb {Z} } for o conjunto dos inteiros, então {x {\displaystyle \in } {\displaystyle \mathbb {Z} } : x é par} é o conjunto de todos os inteiros pares (Ver axioma da especificação).
- {F(x): x {\displaystyle \in } A} denota o conjunto  de todos os objetos obtidos ao se colocar membros do conjunto A na fórmula F. Por exemplo, {2x : x {\displaystyle \in } {\displaystyle \mathbb {Z} }} é novamente o conjunto de todos os inteiros pares. (Ver axioma da substitutividade).
- {F(x) : P(x)} é a forma mais comum da notação por compreensão. Por exemplo, {o dono de x : x é um cão} é o conjunto de todos os donos de cães.

## Subconjuntos
Dado dois conjuntos A e B nós dizemos que A é um subconjunto de B se todo elemento de A é também um elemento de B. Percebe-se que, em particular, B é um subconjunto de si próprio; um subconjunto de B que não é igual a B é chamado subconjunto próprio.
Se A é um subconjunto de B, então pode-se dizer também que B é um superconjunto de A, que A está contido em B, ou que B contém A. Em símbolos, A {\displaystyle \subset } B significa que A é um subconjunto de B, e B {\displaystyle \supset } A significa que B é um superconjunto de A. Alguns autores utilizam {\displaystyle \subset } e {\displaystyle \supset } para subconjuntos, e outros usam estes símbolos somente para subconjuntos próprios. Para uma maior clareza, pode-se explicitamente usar os símbolos {\displaystyle \subsetneq } e {\displaystyle \supsetneq } para indicar não igualdade. Nesta enciclopédia, {\displaystyle \subset } e {\displaystyle \supset } são usados para subconjuntos enquanto {\displaystyle \subsetneq } e {\displaystyle \supsetneq } são reservados para subconjuntos próprios.
Como uma ilustração, seja {\displaystyle \mathbb {R} } o conjunto dos números reais, {\displaystyle \mathbb {Z} } o conjunto dos inteiros, I o conjunto dos inteiros ímpares, e seja P o conjunto de atuais ou antigos presidentes dos Brasil. Então I é um subconjunto de {\displaystyle \mathbb {Z} }, {\displaystyle \mathbb {Z} } é um subconjunto de {\displaystyle \mathbb {R} } e (por conseguinte) I é um subconjunto de {\displaystyle \mathbb {R} } onde, em todos os casos, subconjunto pode ser lido como subconjunto próprio. Note que nem todos os conjuntos são comparáveis desta maneira. Por exemplo, não é o caso nem que {\displaystyle \mathbb {R} } seja subconjunto de P, nem que P seja um subconjunto de {\displaystyle \mathbb {R} }.
Segue imediatamente da definição acima de igualdade de conjuntos, que dados dois conjuntos A e B, A = B se e somente se A {\displaystyle \subset } B e B {\displaystyle \subset } A. De fato, isto é frequentemente dado como a própria definição de igualdade. Geralmente, ao se tentar demonstrar que dois conjuntos são iguais, objetiva-se mostrar estas duas inclusões.
O conjunto de todos subconjuntos de um dado conjunto A é chamado de conjunto das partes de A e é denotado por {\displaystyle 2^{A}} ou {\displaystyle Partes(A)}. Se o conjunto A tem n elementos, então {\displaystyle Partes(A)} terá {\displaystyle 2^{n}} elementos. Observe que o conjunto vazio é um subconjunto de todo conjunto (a afirmação de que todos os elementos do conjunto vazio são também membros de algum conjunto A é vacuamente verdadeiro, pois não há elementos no conjunto vazio).

## Conjuntos universais e complementos absolutos
Em certos contextos podemos considerar todos os conjuntos como sendo subconjuntos de algum conjunto universal dado. Por exemplo, se estivéssemos investigando propriedades dos números reais {\displaystyle \mathbb {R} } (e de subconjuntos de {\displaystyle \mathbb {R} }), poderíamos então tomar {\displaystyle \mathbb {R} } como nosso conjunto universal. É importante compreender que um conjunto universal está somente definido temporariamente pelo contexto; não há nenhum objeto como um conjunto "universal", isto é, um "conjunto de todas as coisas" (ver Paradoxos abaixo).
Dado um conjunto universal {\displaystyle \mathbb {U} } e um subconjunto A de {\displaystyle \mathbb {U} } podemos definir o complemento de A (em {\displaystyle \mathbb {U} }) como:
AC = { x {\displaystyle \in } {\displaystyle \mathbb {U} } : x {\displaystyle \notin } A}.
Em outras palavras AC ("complemento de A"; algumas vezes denotado por A', "A-linha") é o conjunto de todos os membros de {\displaystyle \mathbb {U} } que não são membros de A. Assim dados {\displaystyle \mathbb {R} }, {\displaystyle \mathbb {Z} } e I definido como na seção sobre subconjuntos, se {\displaystyle \mathbb {Z} } for o conjunto universal, então I C é o conjunto de inteiros pares, mas se {\displaystyle \mathbb {R} } for o conjunto universal, então I C é o conjunto de todos os números reais que são inteiros e pares ou simplesmente não inteiros..

## União, interseção e complementos relativos
Dado dois conjuntos A e B, podemos construir sua união. Este é o conjunto que consiste em todos os objetos que são elementos de A ou de B ou de ambos (ver axioma da união). É denotado por A {\displaystyle \cup } B.
A interseção de A e B é o conjunto de todos os objetos que estão tanto em A quanto em B. É denotado por A {\displaystyle \cap } B.
Finalmente, o complemento relativo de B com relação a A, também conhecido como a diferença entre os conjuntos A e B, é o conjunto de todos objetos que pertencem a A mas não a B. É denotado por A \ B ou A - B.
Simbolicamente, estes conjuntos são respectivamente
{\displaystyle A\cup B={\big \{}\ x\ \mid (x\in A)\ \vee \ (x\in B){\big \}}}
{\displaystyle A\cap B={\big \{}\ x\ \mid (x\in A)\ \land \ (x\in B){\big \}}}
{\displaystyle A\backslash B={\big \{}\ x\ \mid (x\in A)\ \land \ (x\not \in B){\big \}}}
Note que A não tem que ser um subconjunto de B para B \ A fazer sentido; esta é a diferença entre o complemento relativo e complemento absoluto definido na seção anterior.
Para ilustrar estas ideias, seja A é o conjunto das pessoas canhotas; e B é o conjunto de pessoas com cabelos loiros. Então A {\displaystyle \cap } B é o conjunto de todas as pessoas canhotas e loiras, enquanto A {\displaystyle \cup } B é o conjunto de todas as pessoas canhotas ou loiras ou ambas. A \ B, por outro lado, é o conjunto de todas as pessoas que são canhotas, mas não são loiras, enquanto, B \ A é o conjunto de pessoas com cabelos loiros mas que não são canhotas.
Considere agora E como o conjunto de todos os seres humanos, e F como o conjunto de todas as coisas vivas com mais de 1000 anos de idade. O que é E {\displaystyle \cap } F neste caso? Nenhum ser humano está acima de 1000 anos de idade, então, E {\displaystyle \cap } F deve ser o conjunto vazio { }.
Para qualquer conjunto A, o conjunto das partes {\displaystyle {\wp }(A)} é uma álgebra booleana sob as operações de união e interseção.

## Pares ordenados e produtos cartesianos
Intuitivamente, um par ordenado é simplesmente uma coleção de dois objetos tais que um deles possa ser distinguido como o primeiro elemento e o outro como o segundo elemento, e tendo a propriedade fundamental de que dois pares ordenados são iguais se e somente se os primeiros elementos deles forem iguais e os segundos elementos deles forem iguais.
Formalmente um par ordenado com primeira coordenada a e segunda coordenada b, geralmente denotado por (a,b) ou por <a,b>, é definido como o conjunto {{a}, {a,b}}.
Segue que, dois pares ordenados (a,b) e (c,d) são iguais se e somente se a = c e b = d.
Alternativamente, um par ordenado pode ser pensado formalmente como um conjunto {a,b} com uma relação de ordem total.
(A notação (a,b) é usada também para denotar um intervalo aberto na reta dos números reais, mas o contexto deve deixar claro qual significado é pretendido. De outra maneira, a notação ]a,b[ pode ser usada para denotar o intervalo aberto enquanto que (a,b) é usado para o par ordenado). 
Se A e B são conjuntos, então o produto cartesiano (ou simplesmente produto) é definido como:
A × B = {(a,b) : a está em A e b está em B}.
Isto é, A × B é o conjunto de todos os pares ordenados cuja primeira coordenada é um elemento de A e cuja segunda coordenada é um elemento de B.
Podemos estender essa definição para um conjunto A × B × C de trios ordenados e de modo mais geral para n-uplas ordenadas para algum inteiro positivo n. É possível até mesmo definir produtos cartesianos infinitos, mas para fazer isto nós precisamos de uma definição mais elaborada do produto.
Produtos cartesianos foram desenvolvidos primeiramente por René Descartes no contexto da geometria analítica. Se {\displaystyle \mathbb {R} } denota o conjunto de todos os números reais, então {\displaystyle \mathbb {R} }2 = {\displaystyle \mathbb {R} } x {\displaystyle \mathbb {R} } representa o plano Euclidiano e {\displaystyle \mathbb {R} }3 = {\displaystyle \mathbb {R} } x {\displaystyle \mathbb {R} } x {\displaystyle \mathbb {R} } representa o espaço tridimensional euclidiano.

## Alguns conjuntos importantes
Nota: Nesta seção, a, b e c são números naturais e r e s são números reais
1. Os números naturais são usados para contagem. Os símbolos N ou {\displaystyle \mathbb {N} } são freqüentemente usados para representar este conjunto.
2. Os números inteiros aparecem como soluções para x em equações como x + a = b. Os símbolos Z ou {\displaystyle \mathbb {Z} } são freqüentemente usados para representar este conjunto (derivados do alemão Zahlen, que significa números).
3. Os números racionais aparecem como soluções para equações como a + bx = c. Os símbolos Q ou {\displaystyle \mathbb {Q} } são freqüentemente usados para representar este conjunto (da palavra quociente, já que R é usado para o conjunto de números reais).
4. Os números algébricos aparecem como soluções para equações polinomiais (com coeficientes inteiros) e podem envolver radicais e alguns outros números irracionais. Os símbolos A ou {\displaystyle \mathbb {A} } ou um Q com uma linha em cima ({\displaystyle {\overline {\mathbb {Q} }}}) são freqüentemente usados para representar este conjunto.
5. Os números reais incluem os números algébricos e também os números transcendentes, que não podem aparecer como soluções para equações polinomiais com coeficientes racionais. Os símbolos R ou {\displaystyle \mathbb {R} } são freqüentemente usados para representar este conjunto.
6. Os números complexos são somas de um real e um número imaginário: r + si. Aqui ambos r e s podem ser iguais a zero; assim, o conjunto dos números reais e o conjunto dos números imaginários são subconjuntos do conjunto dos números complexos, o qual forma um fecho algébrico para o conjunto de números reais significando que todo polinômio com coeficientes em {\displaystyle \mathbb {R} } tem pelo menos uma raiz neste conjunto. Os simbolos C ou {\displaystyle \mathbb {C} } são freqüentemente usados para representar este conjunto. Note que  como um número r+si pode ser identificado como um ponto (r,s) neste plano, C é basicamente "o mesmo" que o produto cartesiano R×R ("o mesmo" significando que um ponto qualquer de um deles determina um ponto único no outro e para o resultado dos cálculos não importa qual deles é usado).

## Paradoxos
Nós referimos anteriormente à necessidade de uma aproximação axiomática formal. Quais problemas surgem no tratamento que apresentamos? Os problemas dos conjuntos poderíamos pensar intuitivamente em uma primeira aproximação, que podemos construir quaisquer conjuntos que nós quisermos, mas esta visão conduz a inconsistências. Para qualquer conjunto x nós podemos perguntar se x é um membro dele mesmo. Defina
Z = {x : x não é membro de x}.
Agora para o problema: Z é um membro de Z? Se sim, então pela propriedade que define Z, Z não é um membro de si próprio, isto é, Z não é um membro de Z. Isto nos força a declarar que Z não é um membro de Z. Então Z não é um membro de si próprio e deste modo, novamente pela definição de Z, Z é um membro de Z. Assim, ambas as opções nos levam a uma contradição e nós temos uma teoria inconsistente. Desenvolvimentos axiomáticos restringem os tipos de  conjuntos que podemos construir e prevenir assim a geração de problemas como o nosso conjunto Z. Este paradoxo particular é conhecido como Paradoxo de Russell.
A lição é que, como em qualquer argumento matemático rigoroso, deve-se cuidar bem das noções que são  propostas. Em particular, é problemático falar de um conjunto de todas as coisas, ou para ser (possivelmente) um pouco menos ambiciosos, até mesmo de um conjunto de todos os conjuntos. Com efeito na axiomatização usual da teoria dos conjuntos, não há um conjunto de todos os conjuntos. Nas áreas da matemática que parecem requerer um conjunto de todos os conjuntos (tais como teoria das categorias), pode-se  resolver o problema tomando um conjunto universal tão grande que toda a matemática usual pode ser feita dentro dele (Ver universo). Alternativamente, pode-se fazer uso de classes próprias. Ou ainda pode-se usar uma axiomatização diferente da teoria dos conjuntos tais como os Novos Fundamentos de W.V. Quine, que permite a existência de um conjunto de todos os conjuntos e evita o paradoxo de Russell. De outra forma a solução exata empregada para evitar os paradoxos raramente faz uma grande diferença.

## Referências

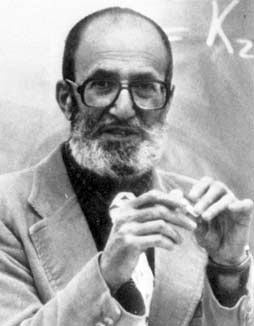
Paul Halmos